# Aphantopus elongata
Aphantopus elongata är en fjärilsart som beskrevs av Percival Allen Huntercombe Muschamp 1910. Aphantopus elongata ingår i släktet Aphantopus och familjen praktfjärilar. Inga underarter finns listade i Catalogue of Life.